# آنتونیو مولینا (دوچرخه‌سوار)
آنتونیو مولینا (اسپانیایی: Antonio Molina‎؛ زادهٔ ۴ ژانویهٔ ۱۹۹۱) دوچرخه‌سوار اهل اسپانیا است.
از باشگاه‌هایی که در آن رکاب زده‌است می‌توان به کاخا رورال-سگوروس رخا اشاره کرد.